# Althoff Hotels

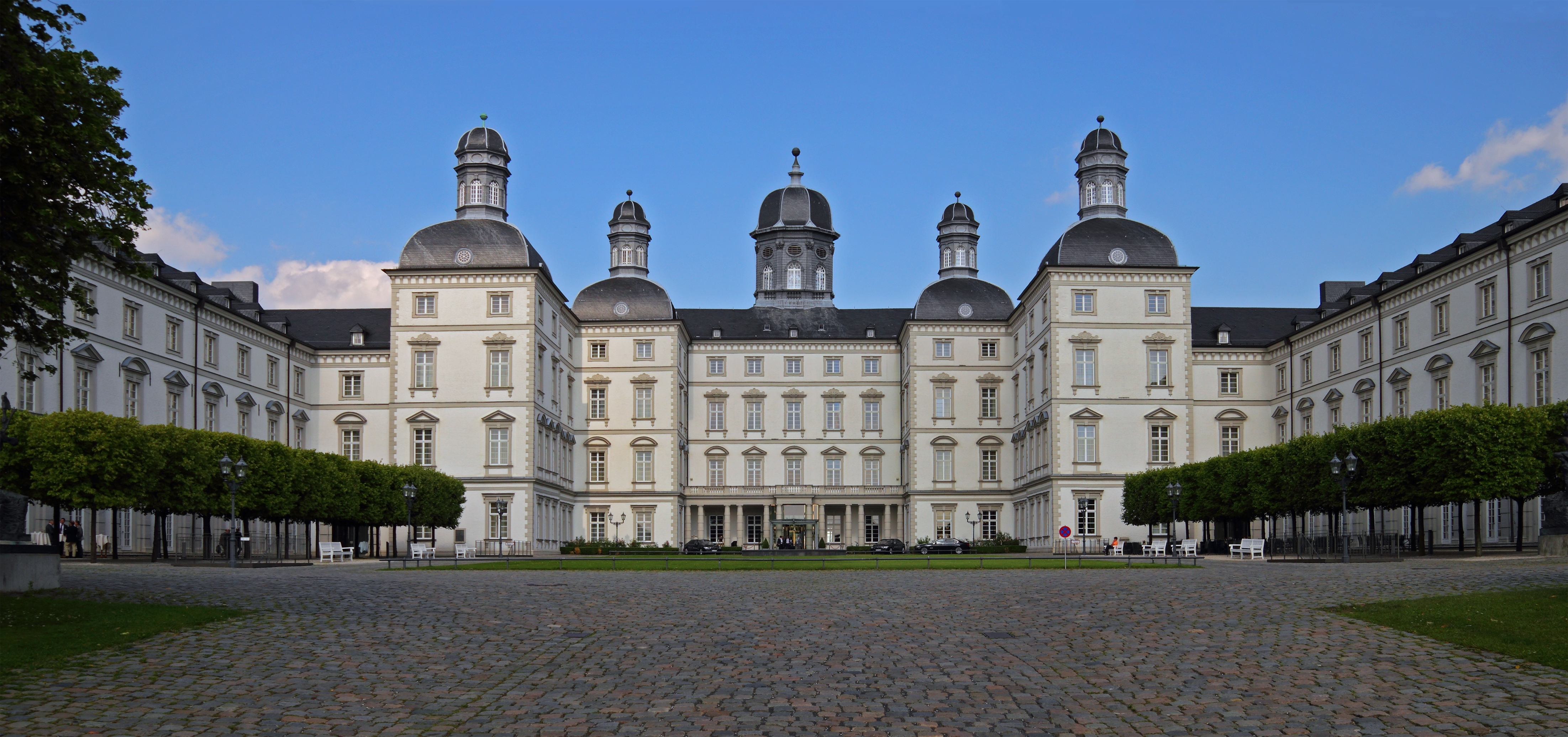
Kasteel Bensberg

Althoff Hotels (Althoffberatung- und Pflegegesellschaft mbH) is een Duitse hotelketen met 18 hotels in Duitsland, Zwitserland, Frankrijk en Engeland. Het hoofdkantoor van het bedrijf bevindt zich in Keulen.
Andere merken van Althoff Hotels zijn onder meer Ameron Hotels en Urban Loft.

## Geschiedenis
In 1984 richtte de Duitse ondernemer en hotelier Thomas H. Althoff samen met zijn vrouw Elke Diefenbach-Althoff Hotel Regent International in Keulen op. In 1988 werd hieruit de hotelketen Althoff Collection geboren. Dit omvat internationale 5-sterrenhotels zoals het Londense hotel St. James's Hotel & Club en Hotel Villa Belrose in Gassin nabij Saint-Tropez.
In Duitsland omvat het bedrijf het Grandhotel Schloss Bensberg in Bergisch Gladbach, het Seehotel Überfahrt aan de Tegernsee en het Hotel Fürstenhof in Celle. Hotel Schloss Lerbach in Bergisch Gladbach werd tot de sluiting in 2015 geëxploiteerd door Althoff Hotels. Het Hotel am Schlossgarten in Stuttgart tot de sluiting in 2022.
Na een volledige renovatie zal het voormalige luxe hotel Villa Kennedy in Frankfurt am Main naar verwachting in de zomer van 2025 onderdeel worden van de Althoff Collection onder de nieuwe naam The Florentin. In 2025/2026 wordt in Duitsland nog een grand hotel van Althoff Hotels geopend, het Dom Hotel in Keulen.
In 2024 zullen in totaal zes hotels van de Althoff Group deel uitmaken van de hotelgroep The Leading Hotels of the World (LHW). 
Tegenwoordig omvat Althoff Hotels drie merken met 18 hotels en ruim 2.000 kamers in vier landen. 

## Merken
- Althoff Collection, vijfsterrenhotels
- Ameron Collection, viersterrenhotels met een thema
- Urban Loft

## Ameron Collection

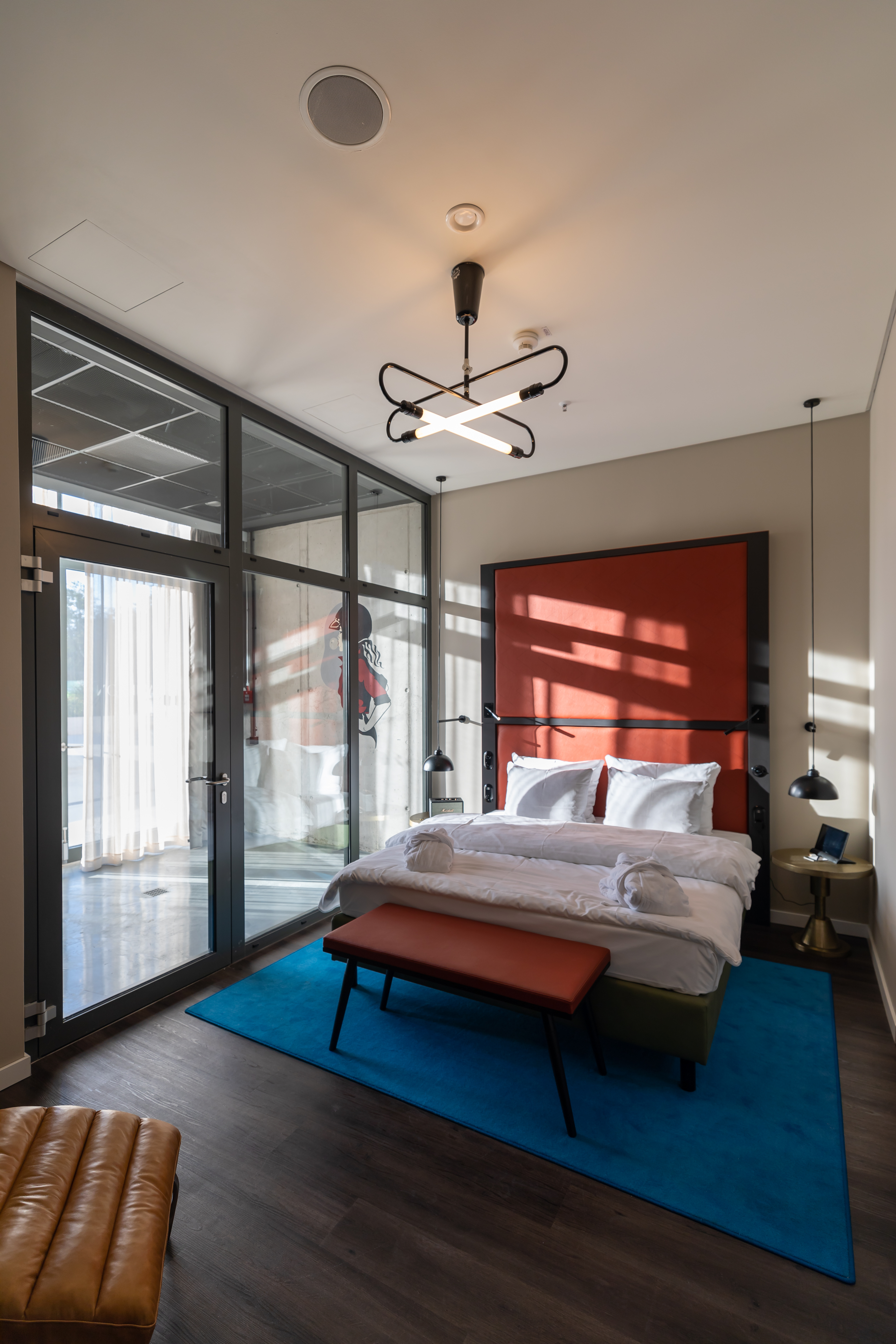
Bike Studio bij Ameron Motorworld München

De 4-sterrenhotels van de Ameron Collection, opgericht in 2009, heeft hotels in Hamburg, Berlijn, Keulen, Bonn, Frankfurt am Main, München, Schwangau en in Luzern, Davos en Zürich.

## Urban Loft
Het jonge lifestylemerk Urban Loft, dat sinds 2020 op twee locaties gevestigd is; Keulen en Berlijn zijn vertegenwoordigd en bieden een mix van kunst, cultuur en gastronomie.